# Simon Pouliot-Cavanagh
Simon Pouliot-Cavanagh (* 1. November 1990 in Québec) ist ein kanadischer Freestyle-Skier. Er startet in den Buckelpisten-Disziplinen Moguls und Dual Moguls.

## Werdegang
Pouliot-Cavanagh nahm 2005 bis 2011 vorwiegend am Nor Am Cup teil. Dabei holte er im Februar 2011 in Park City seinen einzigen Sieg und erreichte in der Saison 2010/11 den dritten Platz in der Moguls-Disziplinenwertung. Im Weltcup debütierte er am 15. Januar 2011 in Mont Gabriel und belegte dabei den zehnten Rang im Dual Moguls Wettbewerb. Am 22. März 2013 erreichte er mit dem dritten Platz im Dual Moguls in der Sierra Nevada seine erste Podestplatzierung im Weltcup. In der Saison 2014/15, die er auf dem sechsten Rang im Moguls-Weltcup beendete, errang er in Calgary den zweiten Platz im Moguls-Wettbewerb. Bei den Weltmeisterschaften 2015 am Kreischberg kam er auf den 17. Platz im Moguls und den 11. Rang im Dual Moguls.
Pouliot-Cavanagh nahm bisher an 51 Weltcups teil und kam dabei 23-mal unter die ersten zehn. (Stand: Saisonende 2016/17)

## Erfolge

### Weltmeisterschaften
- Kreischberg 2015: 11. Dual Moguls, 17. Moguls

### Weltcup
Pouliot-Cavanagh errang im Weltcup bisher 2 Podestplätze.
Weltcupwertungen:
| Saison  | Gesamt | Gesamt | Moguls | Moguls |
| Saison  | Platz  | Punkte | Platz  | Punkte |
| ------- | ------ | ------ | ------ | ------ |
| 2010/11 | 73.    | 12     | 19.    | 130    |
| 2011/12 | 240.   | 1      | 55.    | 9      |
| 2012/13 | 55.    | 20     | 11.    | 240    |
| 2013/14 | 47.    | 22     | 9.     | 245    |
| 2014/15 | 16.    | 34     | 6.     | 308    |
| 2015/16 | 180.   | 3,25   | 36.    | 26     |
| 2016/17 | 61.    | 21,64  | 10.    | 238    |

### Weitere Erfolge
- 5 Podestplätze im Nor-Am Cup, davon 1 Sieg